# Abaiba
Abaiba là một chi bọ cánh cứng thuộc Họ Xén tóc, chứa duy nhất một loài, Abaiba dimorphica.